# Цистит
Цисти́т (от греч. κύστις «пузырь») — воспаление мочевого пузыря. В российской урологической практике термин «цистит» часто используют для обозначения симптоматической инфекции с воспалениями слизистой оболочки мочевого пузыря, нарушением его функции, а также изменениями осадка мочи. В англоязычной медицинской литературе обычно пишут об инфекциях или воспалении (нижних) мочевыводящих путей (к ним относятся мочевой пузырь и уретра), а не о цистите или уретрите отдельно.
Воспаление нижних мочевыводящих путей встречается как у женщин (преимущественно), так и у мужчин (реже). 60 % женщин старше подросткового возраста хоть раз сталкивались с такими симптомами, у мужчин они встречаются в 8 раз реже.
Цистит также встречается у животных.

## Этиология
Различают первичный и вторичный, острый и хронический, инфекционный (специфический или неспецифический) и неинфекционный (химический, термический, токсический, аллергический, лекарственный, лучевой, алиментарный и др.) циститы.
Вторичный цистит развивается на фоне заболеваний мочевого пузыря (камни, опухоль) или близлежащих органов (аденома и рак предстательной железы, стриктура уретры, хронические воспалительные заболевания половых органов). Цистит с преимущественной локализацией воспалительного процесса в области мочепузырного треугольника обозначают термином «тригонит».
Предрасполагающими факторами для развития цистита являются: травма слизистой оболочки мочевого пузыря, застой крови в венах таза, гормональные нарушения, гиповитаминозы, переохлаждение и др. Большое значение имеет нарушение уродинамики, в том числе затруднённое или неполное опорожнение мочевого пузыря, приводящее к нарушению тонуса детрузора, застою или разложению мочи. При инфекционном цистите возможны восходящий, нисходящий, лимфогенный и гематогенный пути инфицирования.
Самый распространённый возбудитель цистита — кишечные бактерии, в частности, кишечная палочка. У женщин острый цистит встречается гораздо чаще, чем у мужчин, что объясняется большей шириной и меньшей длиной женского мочеиспускательного канала. В нормальном состоянии мочеиспускательный канал остается стерильным, так как иммунная система активно противостоит микроорганизмам, попадающим в мочеиспускательный канал. Циститом в разное время жизни болеет 20—40 % женского населения планеты.
Большую роль в переходе заболевания в хроническую форму играет образование бактериями колоний (бактериальных плёнок), устойчивых к лекарствам.
Факторы риска для воспаления нижних мочевыводящих путей:
- возраст (в менопаузу уровень эстрогенов снижается);
- малоподвижный образ жизни;
- мочекаменная болезнь;
- ранее перенесённое заболевание мочеполовой системы;
- затруднённое мочеиспускание из-за болезни;
- длительное использование мочевого катетера (облегчает проникновение бактерий в мочевой пузырь);
- диабет;
- беременность;
- аномальное расположение уретры;
- частый секс (способствует попаданию микроорганизмов в уретру)[3][8];
- (для женщин) использование спермицида для контрацепции (в некоторых случаях спермициды вызывают аллергию или раздражение покровов)[8];
- (для женщин) использование презерватива без смазки (может вызвать раздражение покровов).

Приблизительно у 80 % здоровых женщин сексуально активного возраста мочеполовые органы колонизированы уреаплазменной инфекцией, которая способствует заселению их условно-патогенной микрофлорой, а она при некоторых условиях может вызвать воспаление.
Возбудители инфекционного цистита:
- грамотрицательные энтеробактерии (преимущественно):
  - кишечная палочка — чаще всего, до 95 % случаев;
  - клебсиелла (лат. Klebsiella spp.);
  - необыкновенный протей (лат. Proteus mirabilis)[10];
  - бледная трепонема;
- грамположительные бактерии:
  - стафилококк (сапрофитный) (лат. Staphylococcus saprophyticus) — до 20 % случаев;
  - стрептококки групп B и D — 1−2 % случаев;
- вирусы;
- микобактерии туберкулёза;
- микроскопические грибы.

Для инфекций мочеполовых путей (в том числе цистита) характерно рецидивирование, которое в большинстве случаев (90 %) связано с реинфекцией.
В 0,4-30 % случаев в моче больных не выявляется патогенная микрофлора. В таком случае говорят об интерстициальном цистите или о малом количестве микроорганизмов в мочевом пузыре.
Интерстициальный цистит связан с возможной психосоматической этиологией. Исследования показали, что женщины с рецидивирующим циститом имеют значительно больше психиатрических симптомов (депрессия, тревожность), чем население в целом. 

## Симптомы цистита
Симптомы цистита зависят от формы болезни. При остром цистите больные жалуются на рези при мочеиспускании, его учащение (до нескольких раз в час), боли внизу живота, которые усиливаются при мочеиспускании, помутнение мочи, повышение температуры тела до субфебрильной, общее недомогание. При хроническом цистите в период ремиссии симптомы болезни могут практически отсутствовать. В некоторых случаях больные отмечают лишь некоторое учащение позывов к мочеиспусканию. В период обострения симптомы хронического цистита во многом напоминают симптомы острой формы этой болезни.
К характерным симптомам относятся:
- частые повелительные позывы к мочеиспусканию при минимальном количестве мочи;
- ощущение неполного опорожнения мочевого пузыря;
- боль (резь, жжение) в конце мочеиспускания;
- помутнение, потемнение или примесь крови в моче (в ряде случаев кровь заметна только на туалетной бумаге);
- дискомфорт или ноющие боли внизу живота у женщин или в районе прямой кишки у мужчин.

## Диагностика цистита
Установить диагноз острого цистита можно при наличии нескольких факторов:
- быстрое улучшение состояния больного под воздействием антибактериального лечения;
- типичная клиническая картина.

Если воспалительный процесс в мочевом пузыре не отвечает на лечение и заболевание приобретает затяжной (хронический) характер, крайне важно выяснить причину этой ситуации или дифференцировать хронический цистит от других заболеваний (туберкулёз, простая язва, шистосомоз, рак мочевого пузыря, рак предстательной железы и др.). Это необходимо для назначения правильного лечения и недопущения ухудшения состояния больного из-за неверно выбранного лечения.
Диагностика хронического цистита основывается на анамнестических данных, характерных симптомах заболевания, результатах макро- и микроскопии мочи, данных бактериологических исследований, цистоскопии (после стихания острого воспаления), функциональных исследований состояния нижних мочевых путей.
Для женщин крайне желательно гинекологическое обследование, при котором может быть выявлено заболевание гениталий, способствующее развитию хронического цистита.

### Плановое обследование
В плановое обследование женщин с выявленным циститом должны входить:
- собранный анамнез;
- общий анализ мочи;
- бактериологический посев мочи для выявления условно-патогенных возбудителей;
- исследование микрофлоры влагалища на дисбактериоз;
- осмотр гинеколога, выявление (исключение) анатомических изменений;
- обследование на заболевания, передающиеся половым путём;
- УЗИ мочеполовых органов, позволяющее исключить сопутствующие заболевания;
- цистоскопия;
- биопсия с исследованием биоптата (по показаниям).

## Патогенез у животных
Раздражаются интерорецепторы мочевого пузыря, чем обусловливается появление патологического потока импульсов, устремляющихся в центральную нервную систему. В результате расстройства высшей нервной деятельности нарушаются обмен веществ в тканях мочевого пузыря и его нормальное функционирование, понижается сопротивляемость его слизистой оболочки, и в ней возникает воспалительный процесс. В связи с этим в мочевом пузыре накапливаются продукты воспаления: эксудат, лейкоциты, эритроциты, отторгнутых эпителиальные клетки, а иногда и обрывки некротизированной ткани. Эти продукты, являясь благоприятной питательной средой для микрофлоры, в свою очередь, способствуют дальнейшему развитию уже имеющегося воспаления в условиях ослабленной трофики и резистентности мочевого пузыря.

### Патологоанатомические изменения у животных
Они довольно разнообразны и зависят от реактивности организма, интенсивности инфекции и длительности воспалительного процесса. Слизистая оболочка мочевого пузыря красная, багрово-красная или аспидного цвета. Сосуды её резко инъецированы и представляются в виде густых сплетений. В некоторых случаях наблюдаются очаговые кровоизлияния в слизистую и её отек.

## Лечение цистита
При остром цистите больные нуждаются в постельном режиме. Необходимо антибактериальное лечение, назначенное врачом. Назначается обильное питье и диета с исключением острых и соленых блюд, алкогольных напитков. Для уменьшения болей применяют тёплые ванны, грелки. При резко выраженной болезненности можно применять средства, снимающие спазм мускулатуры мочевого пузыря (дротаверин, папаверин).
Одними из приоритетных групп препаратов для лечения и профилактики урогенитальной инфекции считаются нитрофураны. Нитрофураны действуют в малых дозах и не вызывают образования устойчивых штаммов. В зависимости от концентрации они оказывают бактериостатический или бактерицидный эффект. Нифурател обладает наиболее широким спектром действия (бактерии, простейшие грибы). Его можно применять в терапии цистита, в том числе смешанной этиологии. Он имеет низкий токсикологический профиль и не обладает тератогенным эффектом, оказывает действие как в мочевыводящих путях, так и в желудочно-кишечном тракте, с отсутствием активности в отношении Lactobacillus spp.
Также применяется фитотерапия: порой утверждается, что назначение этой группы препаратов (например, уролесан) основано на антимикробном, фитонцидном, противовоспалительном, мочегонным, литолитическом, спазмолитическом, обезболивающем действии, способности нормализовать иммунный статус и половую функцию.
В обществе распространено представление, что при цистите могут применяться отвары трав, оказывающие мочегонное действие (почечный чай, толокнянка и другие). Однако лечение цистита такими «народными» методами опасно серьёзными осложнениями.
Лечение хронического цистита направлено прежде всего на восстановление нормального тока мочи (лечение аденомы простаты, сужений уретры и тому подобное). При этом обязательно проводят выявление и лечение всех очагов инфекции в организме (например, хронического тонзиллита). Антибактериальное лечение при хроническом цистите проводится только после посева мочи, выявления возбудителя инфекции и его чувствительности к антибиотикам.
Научные исследования показали, что d-манноза способна предотвращать адгезию патогенных бактерий (таких как Escherichia coli, Klebsiella, Proteus, Enterococcus, Streptococcus) к уротелию, поэтому эта молекула эффективна против бактериального цистита и при его профилактике, значительно сокращает частоту рецидивов. Может быть использована как альтернатива или дополнение терапии антибиотиками. В случае небактериального цистита d-манноза помогает восстановить верхний слой раздраженного уротелия, так как способствует реструктуризации поврежденного слоя мукополисахаридов (гликозаминогликанов).
Была продемонстрирована эффективность сочетания d-маннозы с мориндой цитрусолистной и, в случае рецидивирующего цистита, вызванного бактериальными биопленками, n-ацетилцистеина.

### Лечение цистита у животных
Комплексное с учётом основной болезни. Животному создают покой. Для уменьшения концентрации мочи и вымывания продуктов воспаления назначают обильное поение. В рацион включают легкоперевариваемые и нераздражающие корма. Если реакция мочи кислая, внутривенно вводят 300−500 мл 3 % раствора гидрокарбоната натрия, а если щелочная — назначают хлороводородную и бензойную кислоты.

## Профилактика цистита
Важным аспектом в профилактике цистита является соблюдение основных правил личной гигиены, в которую входит регулярная замена нижнего белья и обмывание зоны гениталий тёплой водой минимум раз в день, без использования мыла и гелей для душа с большим содержанием активных моющих веществ и отдушек. Также стоит тщательно подходить к вопросам личной гигиены в периоды менструации.
Регулярное мочеиспускание без гидронефроза также предотвращает проявление цистита. Застоявшаяся моча является средой для развития микроорганизмов, провоцирующих воспаление. Не допустить застоя мочи в пузыре можно обильным питьём жидкости и чистой воды, способных стимулировать диурез, благодаря чему вероятность воспаления уменьшается.
Переохлаждение — фактор, косвенно способствующий обострению цистита: общий стресс организма от переохлаждения может активировать обострение имеющегося заболевания за счёт снижения иммунитета (попавшей или уже находящейся в мочевом пузыре кишечной палочке не будет противостоять иммунная система, и возникнет воспаление).
Поэтому в холодное время года больным стоит носить утепленную одежду, не сидеть на холодных поверхностях и не купаться в прохладной или холодной воде.
Повлиять на развитие цистита может облегающая и тесная одежда, сдавливающая область малого таза. В случаях ношения облегающих вещей может нарушаться кровообращение в тазовой области. К тому же рекомендуется совершать физическую разминку по 5 минут 1 раз в час при сидячей, малоподвижной работе.
Несмотря на отсутствие доказательств эффективности, для профилактики и лечения инфекций мочевыводящих путей, в том числе цистита, долгое время использовались продукты питания с клюквой и препараты, сделанные из неё. Научные доказательства того, что клюква может предотвратить или лечить инфекции мочевыводящих путей, отсутствуют. В частности, в кокрановских обзорах 1998–2020 годов нет достоверных доказательств того, что клюквенный сок может предотвращать инфекции мочевыводящих путей.